# می‌توانی یک راز را نگه داری؟
می‌توانی یک راز را نگه داری؟ (به انگلیسی: Can You Keep a Secret) یک فیلم کمدی آمریکایی محصول سال ۲۰۱۹ به کارگردانی الیس دران با بازی الکساندرا داداریو و تایلر هوچلین است. این فیلم بر اساس رمانی به همین نام اثر سوفی کینزلا در سال ۲۰۰۳ ساخته شده است.
آیا می توانی رازی را حفظ کنی؟ در ۱۳ سپتامبر ۲۰۱۹ از طریق ویدئو به‌درخواست در آمریکای شمالی در دسترس قرار گرفت، با اکران محدود در بازارهای خارجی، در مجموع فروش گیشه آن ۱.۶ میلیون‌دلار بود. همچنین سام اصغری مدل و مربی بدنسازی ایرانی در این فیلم ایفای نقش می‌کند.

## خلاصۀ داستان
اما کوریگن (الکساندرا داداریو) نماینده فروش شرکت پاندا، پس از یک مسافرت کاری ناموفق در حال بازگشت به خانه است. اما که روز بدی را گذرانده در هواپیما مقدار زیادی الکل مصرف می‌کند. پس از گذشت چند دقیقه هواپیما دچار تکان‌های شدید می‌شود. اما که حالت طبیعی ندارد به شدت وحشت‌زده می‌شود و تصور می‌کند که تا چند دقیقه دیگر می‌میرد. در این حالت شروع به تعریف کردن رازهای زندگیش برای مرد جوان و غریبه‌ای که کنار او نشسته‌است می‌کند و هنگامی که به خود می‌آید مرد غریبه به او می‌گوید که تکان‌های هواپیما نیم‌ساعت پیش متوقف‌شده و هواپیما فرود آمده‌است. اما امیدوار است که دیگر هرگز این غریبه را ملاقات نکند. صبح روز بعد هنگامی که به محل کار می‌رود متوجه می‌شود که مدیرعامل شرکت پاندا، جک هارپر پس از یک دوره مرخصی به شرکت برمی‌گردد. با ورود جک هارپر(تایلر هوچلین)، اما متوجه می‌شود که او همان مرد غریبه داخل هواپیما است…

## بازیگران و شخصیت‌ها
| بازیگر            | نقش        |
| ----------------- | ---------- |
| الکساندرا داداریو | اما کوریگن |
| تایلر هوچلین      | جک هارپر   |
| سونیتا مانی       | لیسی       |
| کیمیکو گلن        | جما        |
| سام اصغری         | عمر        |
| جودا فریدلندر     | میک        |